# ナダブ (イスラエル王)
ナダブは、北イスラエル王国の第2代の王。

## 生涯
ヤロブアム1世の子として生まれる。兄弟にアビヤがいる。南ユダ王のアサの第2年目に王位について、2年間王位にあった。ペリシテ人攻略の時にバシャによって暗殺され、一族皆殺しになった。バシャが第3代目の王に即位した。